# Dectinomima sagittata
Dectinomima sagittata is een rechtvleugelig insect uit de familie sabelsprinkhanen (Tettigoniidae). De wetenschappelijke naam van deze soort is voor het eerst geldig gepubliceerd in 2003 door Montealegre-Z. & Morris.